# Amphoridium viridissimum
Amphoridium viridissimum là một loài Rêu trong họ Orthotrichaceae. Loài này được (Dicks.) De Not. mô tả khoa học đầu tiên năm 1869.